# Gabriele Scherle
Gabriele Scherle (* März 1952 in Pforzheim) ist eine deutsche evangelische Geistliche. Sie war von 2006 bis 2017 Pröpstin für Rhein-Main in der Evangelischen Kirche in Hessen und Nassau (EKHN) und somit Mitglied der Kirchenleitung.

## Leben
Nach ihrer Schulzeit absolvierte sie eine Ausbildung für die mittlere Beamtenlaufbahn, arbeitete zwei Jahre als Steuerassistentin und erwarb anschließend die Fachhochschulreife. Nach einem Studium in Freiburg im Breisgau und Siegen, das sie als Diplom-Sozialarbeiterin abschloss, arbeitete sie ab 1975 als Sozialarbeiterin im Psychiatrischen Krankenhaus Marburg und anschließend als pädagogische Mitarbeiterin bei der Aktionsgemeinschaft Dienst für den Frieden in Bonn.
1979 begann sie das Studium der Evangelischen Theologie an der Universität Bonn und wurde Stipendiatin des Evangelischen Studienwerkes Villigst. Sie setzte ihr Studium in Berlin, Jerusalem, Bochum und Wuppertal fort, wo sie 1987 das Erste Theologische Examen ablegte. Nach dem Vikariat in Wiesbaden und einem Spezialvikariat in Dublin an der Irish School of Ecumenics wurde sie 1990 zur Pfarrerin ordiniert und arbeitete sodann in einer Gemeinde in Neu-Isenburg. Von 1999 bis 2004 war sie Friedenspfarrerin der EKHN, von 2004 bis 2006 Dozentin für Führung und Leitung im Weiterbildungszentrum Burkhardthaus der EKD in Gelnhausen.
Scherle war von 1980 bis 1984 stellvertretende Vorsitzende der Aktion Sühnezeichen Friedensdienste in Berlin. Sie ist Mitglied im Arbeitskreis Kirche und Israel, gehört den Vorständen der Martin-Niemöller-Stiftung und der Frankfurter Bibelgesellschaft an. Sie war Mitglied der EKD-Synode. Politisch wird Scherle dem linken Spektrum zugerechnet, so wurde sie zum Beispiel von der hessischen SPD als Wahlfrau für die Wahl des deutschen Bundespräsidenten 2010 nominiert.
Im Jahr 2006 wurde sie als Nachfolgerin von Helga Trösken Pröpstin für Rhein-Main der EKHN und hatte dieses Amt bis zu ihrem Eintritt in den Ruhestand im Jahr 2017 inne.
Gabriele Scherle ist mit Peter Scherle, Professor emeritus am Theologischen Seminar in Herborn, verheiratet.